# トラクションエンジン

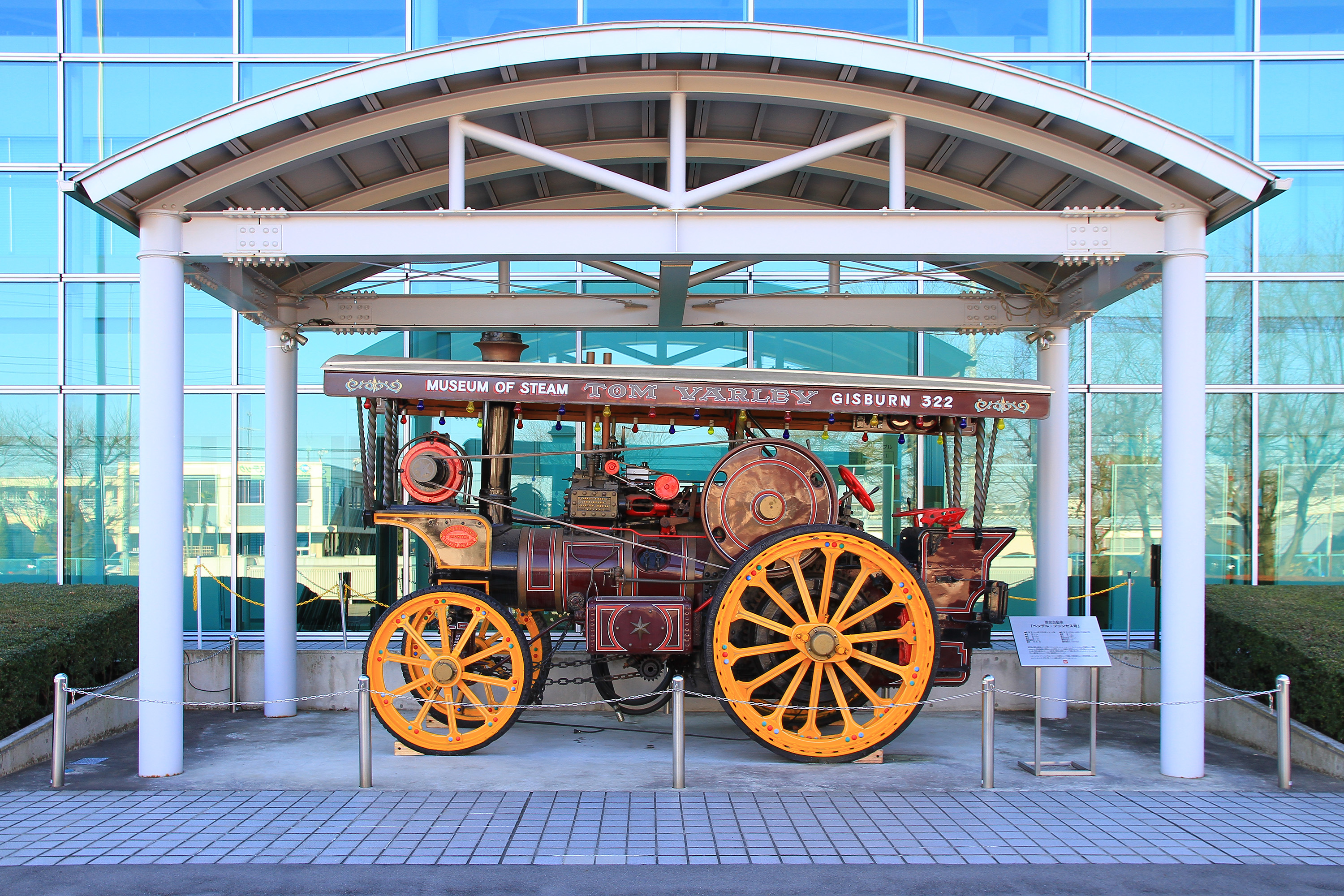
バンダイミュージアムのベンデルプリンセス号

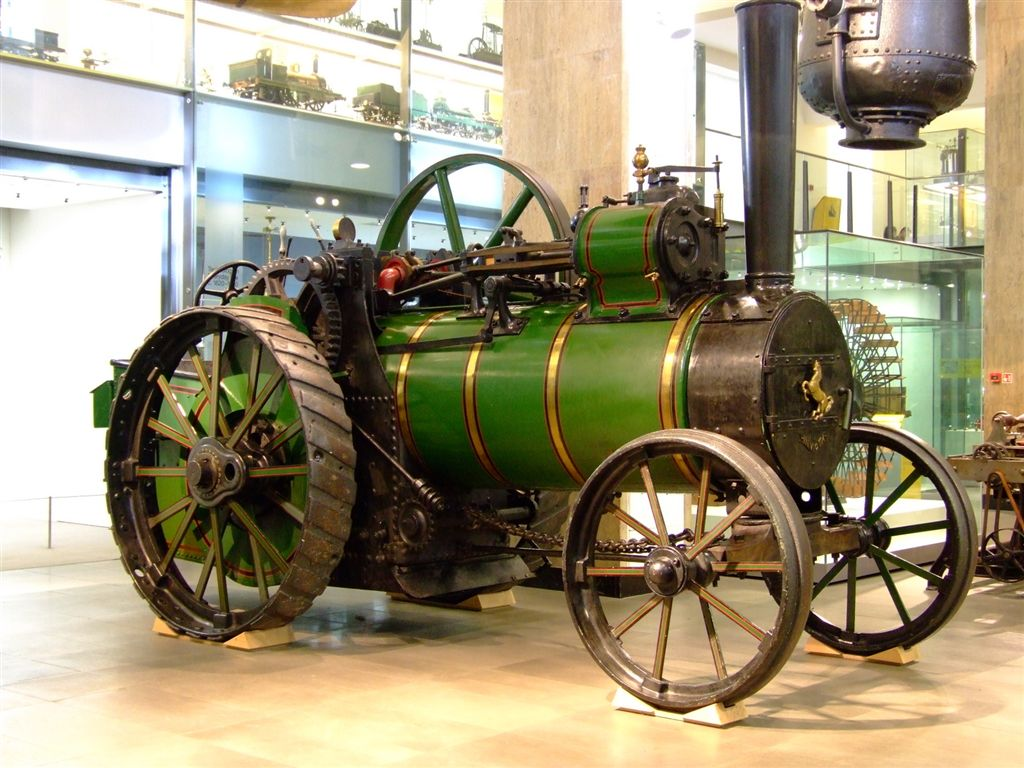
トラクションエンジンの一例(農業用トラクター)

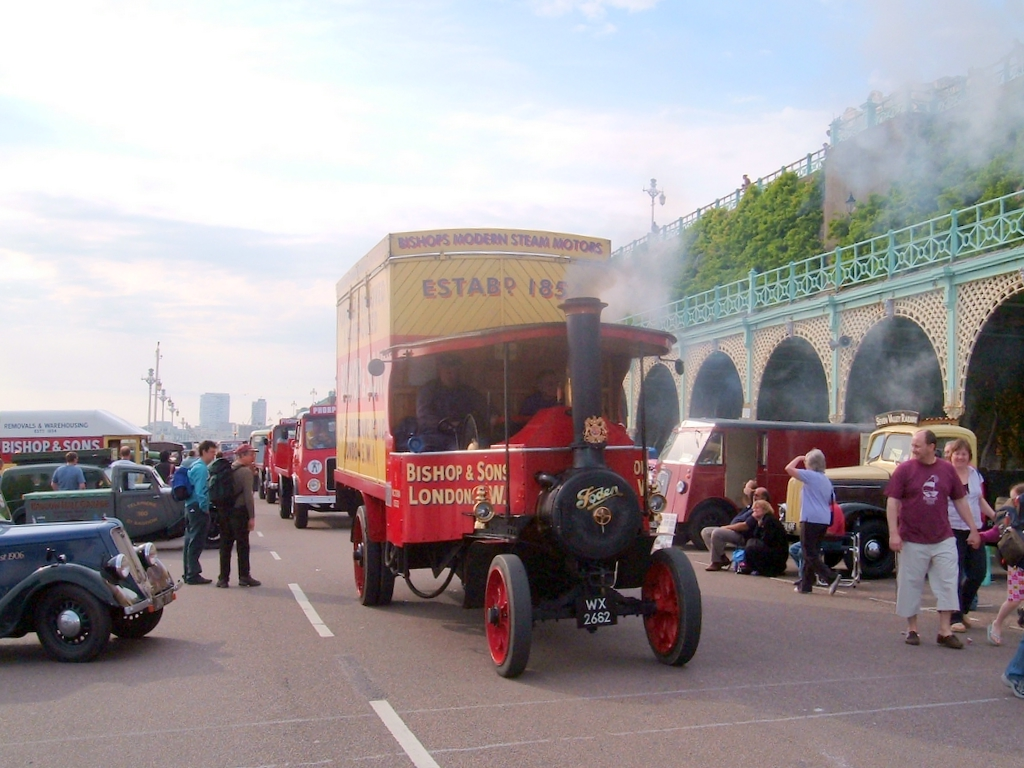
トラクションエンジンの一例(運搬用自動車)

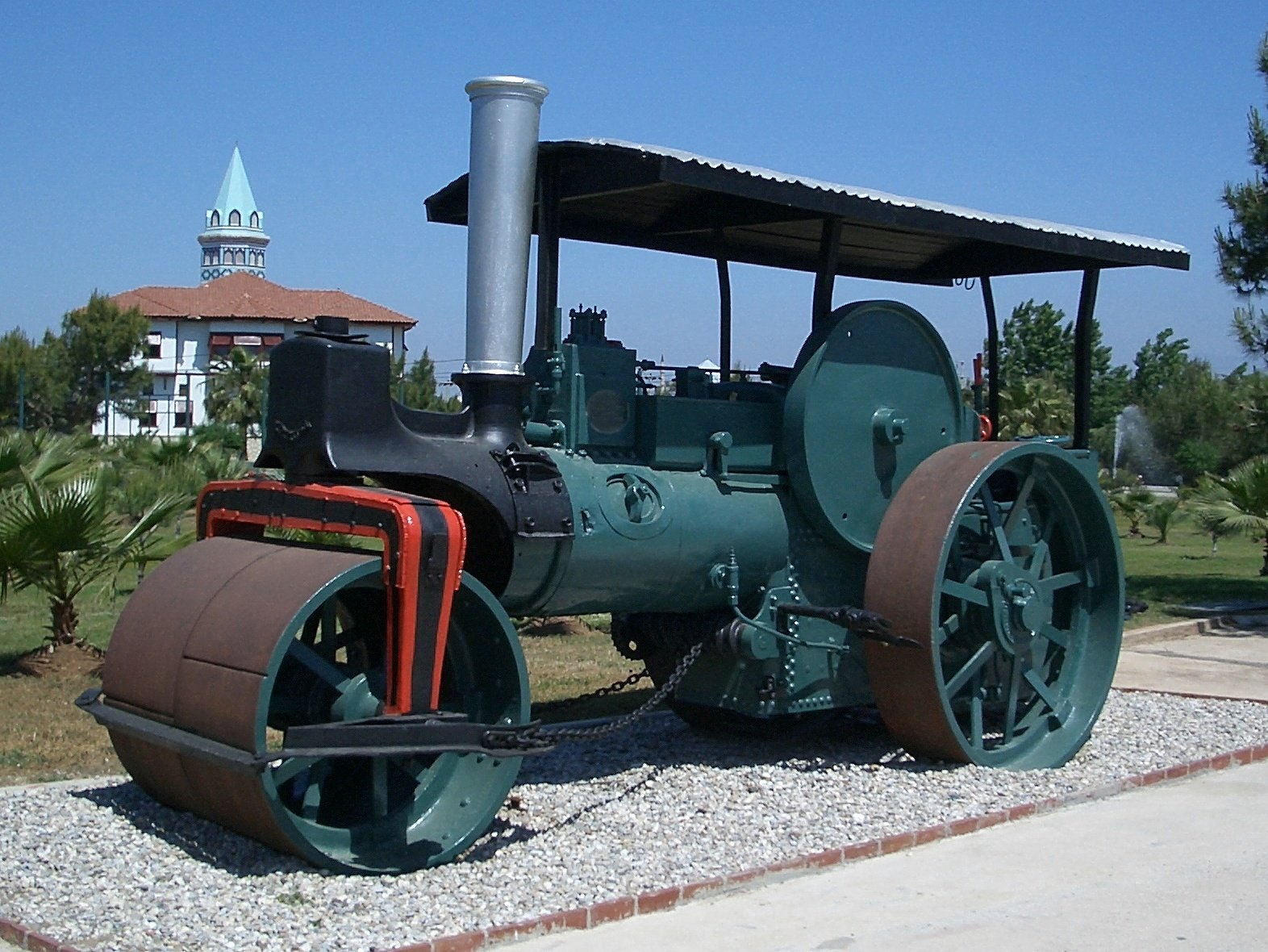
トラクションエンジンの一例(道路舗装用ローラー)

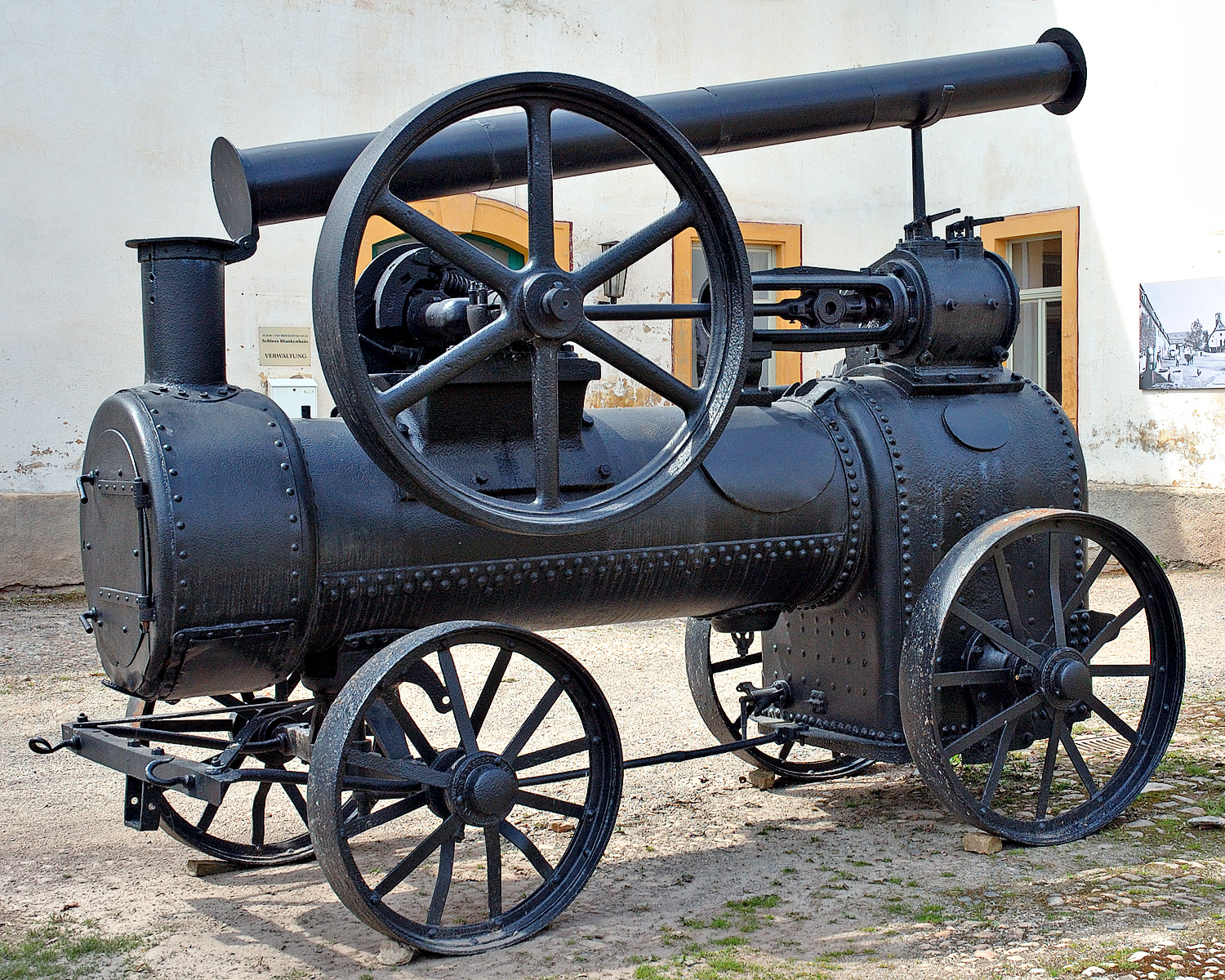
ポータブルエンジンはトラクションエンジンの先祖

トラクションエンジン(Traction Engine)とは、蒸気機関をもちいた農業用トラクター、運搬用自動車、道路舗装ローラーの総称。その他の蒸気自動車はスチームビークル(Steam Vehicle)と呼ばれる。

## 歴史
最初に蒸気機関を移動に用いたのはニコラ＝ジョゼフ・キュニョーであった。これはキュニョーの砲車と呼ばれる大砲を牽引する目的で製作されたもので、1769年10月23日、パリで初めて公開された。
しかし、キュニョーの砲車は最高速度がわずか時速4kmと性能的にも貧弱なものであり、また前輪の前にボイラーを備えていたため舵取りがむずかしく、公開運転の際、運転を誤った操作員によりレンガ塀に衝突してしまった。これが世界初の自動車事故といわれている。
トラクションエンジンが今日よく知られる形態になったのは、19世紀中ごろのことだった。畜力に代わる産業用の機械動力として欧米では19世紀初頭から定置式蒸気機関が市販されていたが、それに減速機と車輪をつける形でイギリスのトーマス・アベリング(Thomas Aveling)が1859年に開発した蒸気トラクターがその原型である。
自走するだけでなくフライホイールから動力を取り出すこともでき、自走機能の無いポータブルエンジンも存在する。
自動車の黎明期、蒸気自動車は電気自動車、ガソリン自動車と覇を競ったが、やがて出力重量比の優れたガソリンエンジンの急速な発達によって表舞台から姿を消していった。
一方でガソリンやディーゼルといった内燃機関にない長所としてクラッチや変速機などの伝達機構が不要で直結で運用出来る点があった。内燃機関へ移行において比較的軽量である自動車分野においてはこの点はあまり問題にはならなかったものの、重量のある車両さらには重量物を牽引する用途は技術が未熟な時代の伝達機構では条件が厳しく耐久性信頼性に問題があった。これは鉄道における高出力な機関車分野でディーゼル機関車に適用できる流体継手やトルクコンバーター、電気式駆動の技術が発達するまで蒸気機関車が第一線で活躍した点と類似する。 さらに起動時に最大トルクを発揮する点で重量物を低速で牽引する用途、または類似の用途においては活路が残っていた。
これらの点からスピードを要しない用途、例えばロードローラー等などは第二次世界大戦後まで一部で使用されていた。ロードローラーでは用途上重量が重要となるため、出力重量比が劣り重量が嵩むという蒸気機関の短所も蒸気ローラーにおいては大きなデメリットにはならなかった点も大きい。
現在でもイギリスには動態保存された機体が多く存在し、毎年各地で行われるパレードでは往年の姿を見ることができる。
日本では現在、1902年ジョージ・ホワイト・アンド・サン社製トラクターが北海道空知郡上富良野町の農業博物館「土の館」に動態保存、1919年ギャレット社製の「ベンデルプリンセス号」が栃木県壬生町のバンダイミュージアムに静態保存、1898年製のトラクターが東京ディズニーランドのウエスタンランドにあるビッグサンダー・マウンテンのエントランス横に静態保存されているのみである。

## トラクションエンジンが登場する作品
- TV作品「きかんしゃトーマス（並びに原作の「汽車のえほん」）」 - トレバー（蒸気トラクター）やジョージ（蒸気ローラー）というトラクションエンジンのキャラクターが登場する他、TVオリジナルでもトラクションエンジンを鉄道用に改造したファーガスという小型の機関車（牽引車）などといったものが時々登場する[1]。
- トレマーズ4 - モンスターパニック映画「トレマーズ」シリーズ第4作（ただし本作はTVスペシャルドラマ）。舞台となる1899年のネバダの田舎町リジェクションには似つかわしくないともいえるメカで、貴重な労働力として輸送に動力源にと方々で活躍する。